# 17759 Hatta
17759 Hatta (1998 DA24) là một tiểu hành tinh vành đai chính được phát hiện ngày 17 tháng 2 năm 1998 bởi Y. Shimizu và T. Urata ở Đài thiên văn Nachi-Katsuura.